# Holly Edmondston
Holly Edmondston (Nelson, 5 dicembre 1996) è una pistard e ciclista su strada neozelandese. Ha rappresentato il suo paese ai Giochi olimpici di Tokyo 2020.

## Palmarès

### Pista
- 2015

Campionati oceaniani, Inseguimento a squadre (con Kirstie James, Alysha Keith e Elizabeth Steel)
- 2019

4ª prova Coppa del mondo 2019-2020, Inseguimento a squadre (Cambridge, con Rushlee Buchanan, Bryony Botha, Kirstie James e Jaime Nielsen)
4ª prova Coppa del mondo 2019-2020, Scratch (Cambridge)

### Strada

#### Altri successi
- 2019 (Velo Project)

Grand Prix Verrebroek

## Piazzamenti

### Competizioni mondiali
- Campionati del mondo su pista

Seul 2014 - Inseguimento a squadre Junior: 3ª
Seul 2014 - Omnium Junior: 4ª
Pruszków 2019 - Inseguimento a squadre: 3ª
Berlino 2020 - Inseguimento a squadre: 6ª
Berlino 2020 - Omnium: 16ª
- Giochi olimpici

Tokyo 2020 - Inseguimento a squadre: 8ª
Tokyo 2020 - Omnium: 10ª